# Giuseppe Bosich
Giuseppe Bosich (Tempio Pausania, 15 maggio 1945 – Nuoro, 18 luglio 2020) è stato un incisore e pittore italiano.

## Biografia
Giuseppe Bosich, padre istriano e madre sarda, visse a Tempio Pausania fino all'età di 18 anni, dopo alcuni anni all'Istituto Tecnico per geometri "Pes" di Tempio, al compimento della maggiore età, lascia il paese natio 
Dal 1965 al 1967 frequenta a Fermignano (Ancona) lo studio dell’incisore Piacesi, dell’Accademia Urbinate, a Bologna lo studio dell’incisore Leoni (allievo di Giorgio Morandi) dove apprende le tecniche d’incisione e stampa calcografica. A Milano ha frequentato il pittore Luigi Dalla Vigna, approfondendo le tecniche pittoriche e grazie al quale conosce e frequenta Renzo Modesti, poeta e gallerista, Patrick Waldberg, teorico del surrealismo, Maurice Henry, artista e storico del surrealismo, Ibrahim Kodra, pittore cubista e Giuseppe Spadaccini, editore di grafica internazionale. Nel 1967 ritorna in Sardegna ed abita a Ghilarza, in provincia di Oristano, dove trascorse buona parte della sua vita, e dove era situato il suo laboratorio artistico che il 17 gennaio 2001 verrà distrutto da un incendio. Diversi i campi di ricerca: grafica, pittura, scultura. Bosich prediligeva però l’acquaforte come tecnica di incisione e di stampa. Nel 1967 il critico d'arte Enzo Rossi - Ròiss cura la sua prima mostra a Reggio Emilia. La prima di oltre 500 mostre. Lo stesso Bosich, nelle pagine introduttive della monografia Epifanie del 2015, racconta che Ròiss gli impedì di palesarsi come autore della mostra in quanto troppo giovane.
Muore nel 2020 a causa di una malattia incurabile.

## Il simbolismo

### Arte visionaria
Bosich, è un artista la cui arte è influenzata dalle sue convinzioni massoniche e rosacrociane. Tra le sue opere pittoriche, i 34 quadri (lito- offset) raffiguranti canti scelti della Divina Commedia, di Dante Alighieri ad esempio, travalicano l’opera stessa, con un contributo di significanti e significati visivi che regalano una rappresentazione ancor più profonda e visionaria deI canti dell'Inferno, Purgatorio e Paradiso offrendo un’ulteriore chiave di lettura caratterizzata da un ricco simbolismo esoterico, che riflette una ricerca interiore e una connessione con il divino. Bosich ha creato i 36 quadri ispirati alla Divina Commedia, (12 per l’Inferno, 12 per il Purgatorio e 12 per il Paradiso) incorporando simbolismi massonici e rosacrociani. Questo potrebbe sembrare in contraddizione con la profonda fede cristiana di Dante, ma in realtà offre una lettura più complessa e sfumata dell'opera. Bosich riesce a fondere questi elementi, mostrando come le diverse tradizioni e credenze possano coesistere e dialogare tra loro.
“La visionaria rappresentazione dantesca di Giuseppe si materializza nelle 36  Tavole con una travolgente energia ispiratrice. Bosich, come Virgilio, ci accompagna: noi come Dante ci facciamo guidare nel simbolismo di un mondo di segni e di figure dai colori vivaci e dalle forme umanizzate ed interagenti. La Commedia, tradotta nella grafica d’autore, diviene magma incandescente partorito da mente raffinata con spunti esoterici e filtrato da mano felice con folgorante illuminazione. Ne risulta un viaggio dell’arte iniziatico e rituale, le cui radici affondano nel cuore e nella stria dell’umanità” (Prof.ssa Laura Bruno  Direttore artistico della mostra “QOM-‘ED-JAH”  - Salerno 26-29 luglio 2019)

### I temi esoterici e spirituali
Ogni tavola, ma in generale ogni opera di Bosich, è un viaggio visivo che con la sua inquietante bellezza, in bilico tra il disturbante e l’ascesa artistica, invita lo spettatore a esplorare significati più profondi, attingendo a temi di spiritualità, alchimia e misteri antichi. Il suo stile è un amalgama di elementi classici e moderni, con una predilezione per colori vibranti e composizioni armoniose. Bosich utilizza un simbolismo vivido e lancinante, che rappresentano spesso la dualità e l'unione degli opposti, un concetto centrale nella tradizione dei Rosacroce, e profondi significati riferibili alla Massoneria, tema questo, di una serie di dipinti. Le sue opere non sono solo rappresentazioni visive, ma veri e propri portali verso una dimensione di conoscenza superiore. L'arte di Bosich è un crogiuolo di audacia, stravaganza ed irriverenza che  invita a riflettere e a scoprire, un'esperienza che trascende il semplice atto di osservare, portando il pubblico a una comprensione più profonda del mondo e di se stessi.

### I richiami surrealisti
Le pennellate di Bosich richiamano l'influenza dei surrealisti e di Hieronymus Bosch, creando un'atmosfera onirica e visionaria che arricchisce ulteriormente la sua interpretazione. Questo mix di stili e simbolismi invita a riflessioni più profonde sulla spiritualità e sull'arte. È un esempio di come l'arte possa superare le apparenti contraddizioni e aprire a nuove interpretazioni.

## Filmografia
- La rosa e il cubo, regia di  Nicola Marongiu e Cinzia Carrus (2023) - documentario[9]